# Marele Deșert Victoria

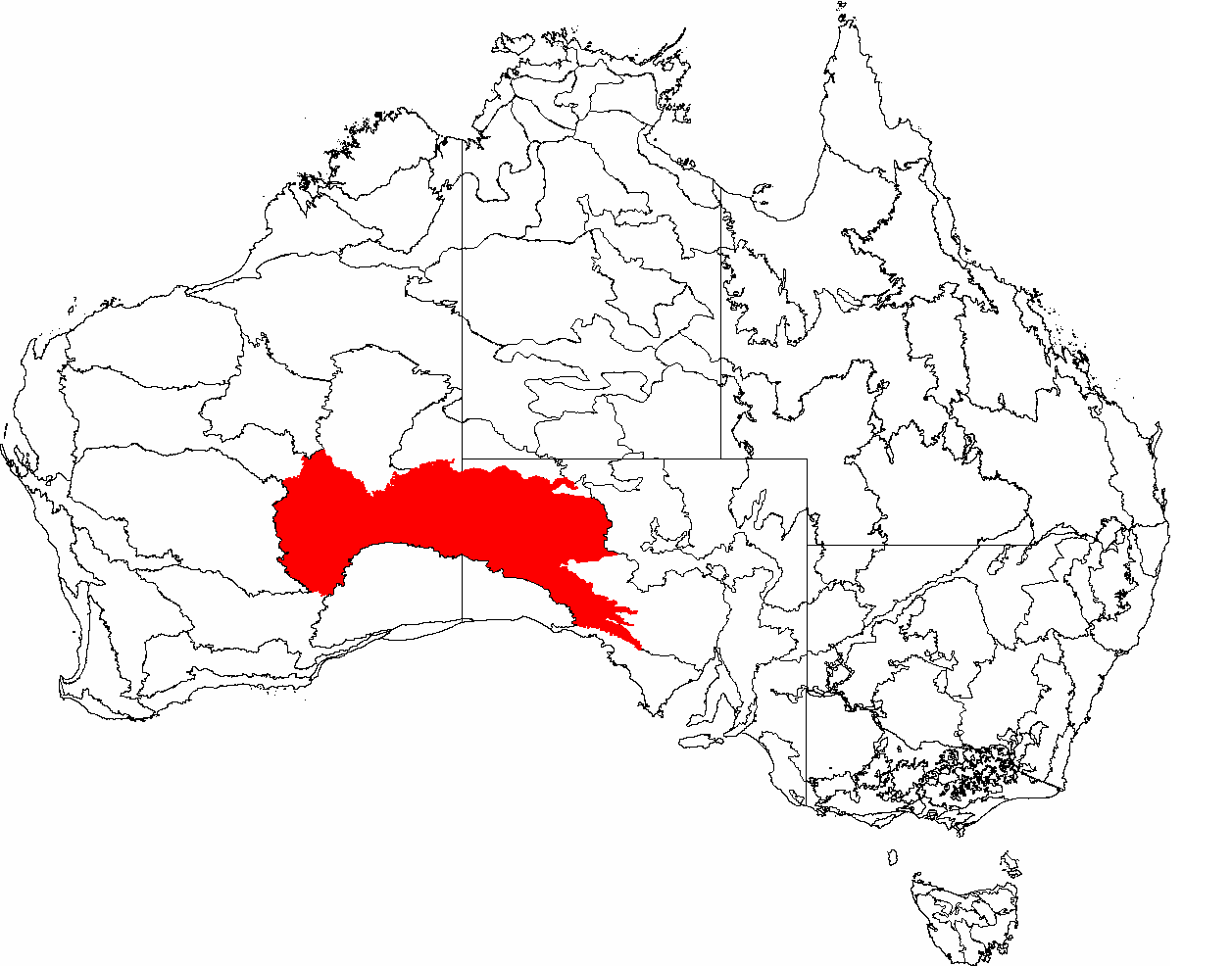
Marele Deșert Victoria indicat cu roșu

Marele deșert Victoria,Great Victoria Desert este un deșert din sud-vestul continentului Australia . Aparține statelor Australia de Sud și Australia de Vest având o suprafață de peste 424.400 km², cu o lungime de peste 700 km. Pe teritoriul său sunt numeroase dune de nisip, uneori și regiuni cu iarbă sau lacuri sărate. Interesante sunt dunele de formă semilunară cu o structură argiloasă, formate din depunerile de pe fundul lacurilor secate.
Temperaturile oscilează în acest ținut arid între 18-40 °C, în timpul iernii scurte (până la sfârșitul lui septembrie) atingând chiar punctul de îngheț. 
- Descoperitorul deșertului englezul  Ernest Giles 1875 a denumit ținutul după numele reginei Angliei, regina Victoria.

## Flora și fauna
In unele regiuni a deșertului permite umiditatea creșterii tufișurilor Mulga. Fauna este reprezentată prin reptile ca: Varane, Gecko ce s-au adaptat la această climă uscată.